# Comuna Cetvertnea, Manevîci
Cetvertnea (în ucraineană Четвертня) este o comună în raionul Manevîci, regiunea Volînia, Ucraina, formată din satele Cetvertnea (reședința) și Krînîcine.

## Demografie
Componența lingvistică a satului Cetvertnea
     Ucraineană (99,67%)
     Alte limbi (0,32%)
Conform recensământului din 2001, majoritatea populației satului Cetvertnea era vorbitoare de ucraineană (99,67%), existând în minoritate și vorbitori de alte limbi.